# Теофилу-Отони
Теофилу-Отони (порт. Teófilo Otoni) — муниципалитет в Бразилии, входит в штат Минас-Жерайс. Составная часть мезорегиона Вали-ду-Мукури. Входит в экономико-статистический микрорегион Теофилу-Отони. Население составляет 127 530 человек на 2006 год. Занимает площадь 3242,818 км². Плотность населения — 39,3 чел./км².

## История
Город основан 7 сентября 1853 года.

## Статистика
- Валовой внутренний продукт на 2006 год составляет 992 846 790,00 реалов (данные: Бразильский институт географии и статистики).
- Валовой внутренний продукт на душу населения на 2006 год составляет 7785,20 реалов (данные: Бразильский институт географии и статистики).
- Индекс развития человеческого потенциала на 2006 год составляет 0,796 (данные: Программа развития ООН).

## География
Климат местности: тропический.